# Swat (Pakistan)
Swat (pashto: سوات) eller Swat-dalen er en dal og et administrativt distrikt i North-West Frontier Province (NWFP) i Pakistan omkring 160 km fra Pakistans hovedstad Islamabad. Den er den øvre del af dalen til floden Swat, som har sit udspring i bjergkæden Hindu Kush. Swats administrative hovedsæde er Saidu Sharif, men den største by i dalen er Mingora. Det var en fyrstestat i NWFP frem til den blev opløst i 1969. 
Området er i 2009 hovedsageligt kontrolleret af Taliban, og den pakistanske regering tillod i februar 2009 at området blev regeret efter de islamiske Sharialove.
De seneste år, 2013 til 2019, har har det Pakistanske forsvar presset taliban tilbage, til Afghanistan,og swat dalen er næsten, fri for taliban

## Demografi
Indbyggertallet var ved folketællingen i 1981 på 715.938, hvilket steg til 1.257.602 ved det næste valg i 1998. Det mest almindelig sprog i området er Pashto.
 Der er for få eller ingen kildehenvisninger i denne artikel, hvilket er et problem. Du kan hjælpe ved at angive troværdige kilder til de påstande, som fremføres i artiklen.

34°46′58″N 72°21′43″Ø / 34.782777777778°N 72.361944444444°Ø